# Pușcași
Pușcași est une commune du județ de Vaslui en Roumanie.